# Addició estàndard
L'addició estàndard és un mètode d'anàlisi quantitativa d'ús freqüent en química analítica mitjançant el qual s'afegeix l'estàndard directament a les alíquotes de mostra analitzada. Aquest mètode es fa servir en casos on la matriu de la mostra també contribueix al senyal analític, efecte matriu, fent impossible comparar el senyal analític entre la mostra i el estàndard usant la corba de calibratge tradicional.

## Aplicacions
Sovint s'utilitza en les anàlisis químiques instrumentalitzades com l'espectroscòpia d'absorció atòmica i la cromatografia de gasos.
Suposant que la concentració de plata en mostres de residus fotogràfics es determina per l'espectrometria d'absorció atòmica, un analista pot calibrar l'espectròmetre, usant el mètode de la corba de calibratge, amb algunes solucions aquoses d'una sal pura de plata i fer servir la gràfica de calibratge resultant en la determinació de la plata de les mostres.
No obstant, aquest mètode només és vàlid si una solució aquosa pura de plata i una mostra de residus fotogràfics contenint la mateixa concentració de plata, donen valors d'absorbància iguals. En altres paraules, en l'ús de solucions pures per establir la corba de calibratge se suposa que no hi ha efectes de matriu, és a dir, no hi ha reducció o millora del senyal d'absorbància de plata per altres components. En moltes àrees d'anàlisis aquesta suposició esdevindria invàlida. Els efectes de la matriu es produeixen fins i tot amb mètodes com l'espectrometria de plasma, que té la reputació de ser relativament lliure d'interferències. La tècnica d'addició estàndard és generalment seguit de l'eliminació dels efectes de la matriu. Experimentalment, es prenen volums iguals de la solució mostra, a tots menys un s'afegeix quantitats d'analit conegudes i diferents i es dilueixen totes a un mateix volum. Després es determinen els resultats obtinguts de l'instrumental i se'n fa una gràfica. Com és habitual, els resultats amb els que es fa la gràfica es representen en l'eix y; en aquest cas, a l'eix x se situa la quantitat d'analit afegit (ja sigui com un pes absolut o com a concentració). La línia de regressió (no ponderada) es calcula de la forma habitual, però es proporciona espai perquè pugui ser extrapolada fins al punt en l'eix x en què y=0. Aquesta intersecció negativa en l'eix x correspon a la quantitat d'analit en la mostra. Aquest valor està donat per a/b, la proporció de la intersecció i el pendent de la línia de regressió. De la mateixa manera en la cromatografia de gasos s'utilitza el següent procediment: 1) Es registra el cromatograma de la mostra desconeguda. 2) S'afegeix una quantitat coneguda de l'analit(s) d'interès. 3) S'analitza la mostra de nou en les mateixes condicions i es registra el cromatograma. Des l'augment del punt màxim, la concentració original es pot calcular per interpolació. La resposta del detector ha de ser una funció lineal de la concentració d'analit i no produir cap senyal (que no sigui de fons) a concentració zero de l'analit.

## Procediment
Un procediment típic implica la preparació de diverses solucions que contenen la mateixa quantitat de mostra desconeguda, però diferents quantitats d'estàndard. Per exemple, cinc matrassos aforats de 25 mL s'omplen amb 10 mL de la mostra desconeguda. A continuació s'afegeix l'estàndard en diferents quantitats, com per exemple 0, 1, 2, 3 i 4 mL. Es dilueixen els matrassos fins a la marca i es barregen bé.
La idea d'aquest procediment és que la concentració total de l'analit és la combinació de la mostra desconeguda i l'estàndard, i que la concentració total varia linealment. Si la resposta del senyal és lineal en aquest interval de concentració, a continuació, es genera una trama similar a la que es mostra més amunt.

## Error[2]
La intersecció x dona la concentració de la mostra desconeguda. Aquest valor és la concentració diluïda. Al apartat anterior de procediment, es dilueixen 10 mL de mostra desconeguda en 25 mL. Aquesta concentració diluïda és la que es troba per la intersecció x. Per trobar la concentració original de la mostra desconeguda, s'ha de tornar a calcular aquest valor. L'error en la intersecció x es calcula com es mostra a continuació.
{\displaystyle s_{x}={\frac {s_{y}}{\left\vert m\right\vert }}{\sqrt {{\frac {1}{n}}+{\frac {{\bar {y}}^{2}}{m^{2}\sum (x_{i}-{\overline {x}})^{2}}}}}}
- {\displaystyle s_{y}} és la desviació estàndard en els residus
- {\displaystyle m} és el pendent de la línia
- {\displaystyle b} és la intersecció y de la línia
- {\displaystyle n} és el nombre d'estàndards
- {\displaystyle {\overline {y}}} és la mitjana dels estàndards
- {\displaystyle x_{i}} són les concentracions dels estàndards
- {\displaystyle {\overline {x}}} és la concentració mitjana dels estàndards